# オレクサンドル・ティムチク
オレクサンドル・ティムチク（Oleksandr Tymchyk 、1997年1月20日 - ）は、ウクライナ出身の同国代表プロサッカー選手。FCディナモ・キーウ所属。ポジションはDF。

## 経歴

### クラブ
2013年9月にFCディナモ・キーウに加入し、初のプロ契約を結んだ。2016年10月26日、ウクライナ・カップのFCゾリャ・ルハーンシク戦でトップチームデビュー。
2017年7月、FCスタル・カーミヤンシケに期限付き移籍。2017年12月、スタル・カーミヤンシケとの契約を解除し、今度はゾリャ・ルハーンシクに期限付き移籍。

### 代表
2020年9月3日、UEFAネーションズリーグのスイス代表戦でウクライナ代表デビュー。

## タイトル
ディナモ・キエフ
- ウクライナ・プレミアリーグ: 2020-21
- ウクライナ・カップ: 2020-21
- ウクライナ・スーパーカップ: 2016, 2020